# أق تبة (شاهين دج)
أق تبة هي قرية في مقاطعة شاهين دج، إيران. عدد سكان هذه القرية هو 841 في سنة 2006.